# Unter den Dächern von Paris
Unter den Dächern von Paris ist ein 1929 gedrehter, von einer deutschen Produktionsfirma hergestellter, französischer Film von René Clair. Er war seine erste Tonfilmregie.

## Handlung
Der mittellose Straßensänger Albert lebt in einem Pariser Stadtviertel in einem kleinen Mansardenzimmer unter dem Dach eines mehrstöckigen Hauses. Als er eines Tages die hübsche Rumänin Pola kennenlernt, ist sein Herz rasch entflammt. Doch auch zwei andere Männer, Alberts Freund Louis und der Kleingangster Fred, interessieren sich sehr für das Mädchen und machen Albert massiv Konkurrenz. Als ihr eines Tages Fred den Haustürschlüssel stiehlt, traut sich Pola am Abend nicht mehr nach Haus, da sie sich unter diesen Umständen dort nicht mehr sicher fühlt. Albert bietet ihr daraufhin sein kleines Appartement an und überlässt ihr sogar sein Bett. Ganz Gentleman, nutzt er die Situation nicht aus und schläft selbst auf dem Fußboden. Beide jungen Leute kommen einander näher und beabsichtigen sogar zu heiraten.
Doch das Glück ist nur von kurzer Dauer. Als man bei Albert Diebesgut entdeckt, das aus einem der Raubzüge Émiles stammt, wird der Straßensänger verhaftet und kommt ins Gefängnis. Louis nutzt diese Situation aus und „kümmert“ sich um die nun alleinstehende Pola. Beide verlieben sich bald darauf. Nach einem Monat wird Émile verhaftet und gesteht gegenüber der Polizei, dass Albert nicht sein Komplize war. Daraufhin wird Albert wieder auf freien Fuß gesetzt und will zurück zu Pola. Als Fred davon erfährt, will er Albert zu einem Messerkampf herausfordern, um Pola endgültig für sich zu gewinnen. Louis kommt hinzu und Albert zu Hilfe. Es kommt zu einer handfesten Prügelei. Schließlich muss Albert erkennen, dass sich während seiner Abwesenheit Pola und Louis tatsächlich ernsthaft ineinander verliebt haben. Er beschließt schweren Herzens, auf das Mädchen zu verzichten. Um den Schein zu wahren, würfelt er mit Louis um Pola, verliert aber mit voller Absicht.

## Produktionsnotizen
Der Film war eine Produktion der 1929 in Paris etablierten französischen Dépendance der deutschen Produktionsfirma Tobis. Er erlebte seine Welturaufführung am 2. Januar 1930 im Moulin Rouge in Paris. In Deutschland wurde Unter den Dächern von Paris am 15. August 1930 erstaufgeführt.
Die Bauten entwarf Lazare Meerson, assistiert von Alexandre Trauner. Die Kostümentwürfe stammen aus der Hand von René Hubert. Die Produktionsleitung übernahm der Leiter der Pariser Tobis-Filiale Frank Clifford.
Marcel Carné und Georges Lacombe dienten René Clair als Regieassistenten.

## Kritiken
Die zeitgenössische wie die Nachkriegskritik widmete dem ungewöhnlichen Film größte Aufmerksamkeit.
In Kay Wenigers Das große Personenlexikon des Films ist in René Clairs Biografie Folgendes zu lesen: „Unter den Dächern von Paris, sein brillanter, gefeierter Einstieg in den Tonfilm, kann als die Quintessenz aller Clair’schen Werke gelten; er ist, wie seine besten Werke, eine schlichte und zugleich zärtliche Liebeserklärung an seine Heimatstadt Paris, an ihre skurrilen und verqueren, sentimentalen und aufbrausenden Typen, an die Mansardenwohnungen und die Bistros, die Hinterhöfe und Gassen, an ihr Flair und ihre Musik – eine verklärte Welt voll Charme und Eleganz, die Clair in den Filmstudios der französischen Kapitale kreieren ließ.“
In Albert Préjeans Biographie wies Weniger auf Parallelen zwischen Préjean und der von ihm dargestellten Figur Albert hin: „Mit der Rolle des Straßensängers Albert in Clairs legendärem Milieu-Film Unter den Dächern von Paris gab Préjean nicht nur einen glänzenden Einstand beim Tonfilm, sondern fand in dieser Figur auch seine angemessenste Aufgabe: er spielte eine Art alter ego. Albert entsprach perfekt Préjeans Selbstverständnis, er liebte die Frauen und war keiner Prügelei abgeneigt (Préjean arbeitete vor seiner Darstellerlaufbahn u. a. als Boxer), er war ein Tunichtgut mit anständigem Kern, ein Pariser Bohemien der Hinterhöfe und Gassen, ein Straßensänger und kleiner Gauner.“
Jerzy Toeplitz schreibt in seiner Geschichte des Films: „Daß man das Lied im Film auch anders verwenden kann, bewies der erste Tonfilm von René Clair Unter den Dächern von Paris (1930). Hier ist das Lied weder Beigabe noch Attraktion, sondern ein wesentliches Mittel, um das Anliegen des Films zu betonen. Als René Clair die Pariser Vororte realistisch, aber auch poetisch zeigte, konnte er das in dieser Gegend populäre Volkslied und die Rolle, die es im Leben der Bewohner dieser Peripherie der ‚Lichterstadt‘ spielte, keinesfalls umgehen. Das Lied gibt in den Worten und in der einfachen, leicht ins Ohr gehenden Melodie die Gefühle und Träume der Menschen der Vorstadt wieder. Aus seinem Rhythmus erwächst die Poesie der Wirklichkeit, und es entwickelt sich ein Bild vom Leben des Menschen aus den hohen Backsteinhäusern, mit den unzähligen steilen, abgebröckelten und schiefen Schornsteinen. In dem Film Unter den Dächern von Paris verschmelzen Lied und Filmbild zu einem untrennbaren Ganzen.“
Reclams Filmführer schrieb zu „Unter den Dächern von Paris“: „Er schildert mit melancholischer Ironie eines Geschichte aus dem Milieu der Gassen und Hinterhöfe, der Straßensänger, der kleinen Gauner und der skurrilen Bürger. Aber sein Griff in die Gegenwart gerät ihm nicht zu realistischen Zustandsschilderung, sondern zur poetischen Romanze, für die die Wirklichkeit nur ein Aspekt des Lebens ist. Besonders gut gelungen ist dabei die Verwendung des Tons. […] Das Lied des Straßensängers wird zum roten Faden der verschiedene Schauplätze verknüpft und zeitliche Abstände überbrückt.“
Buchers Enzyklopädie des Films resümierte: „Eine leichte und leicht sentimentale Dreiecksgeschichte aus dem Pariser Unterweltsmilieu … die mit mehreren populären Chansons erzählt wird. Trotz starker Bedenken  Clairs war sein erster Tonfilm bei der Kritik wie beim Publikum ein uneingeschränkter Erfolg. Um der lächerlichen Starrheit, die die unflexible Dialogaufzeichnung erzwang, zu entgehen, begrenzte er die Dialoge auf ein absolutes Minimum.“
In Heinrich Fraenkels Unsterblicher Film. Die große Chronik. Vom ersten Ton bis zur farbigen Breitwand ist zu lesen: „[N]ie ist die Atmosphäre von Paris, seinen Boulevards und Vorstädten, seinen Bistros und Mansarden, nie sind seine Midinettes und Apachen lebendiger geworden, als in diesem bei all seiner Verve charmanten Film. […] Was diesen Film aus dem Jahre 1930 allezeit zu einem Favoriten der Filmklubs macht, ist sein großer atmosphärischer Reiz und die unvergeßliche Melodie ‚Sous les toits de Paris‘.“
Das Lexikon des Internationalen Films schreibt: „René Clairs erster Tonfilm, der mit Chansons und Geräuschen sehr poetisch den platten Realismus vermeidet, war in Paris kein Erfolg und verdankt seine Karriere den Aufführungen in Berlin, New York und London. Berühmt wurde die Kamerafahrt des Anfangs durch die außergewöhnlichen Dekors von Meerson und die Schlägerei, die tonlos durch eine Kneipentür gefilmt ist.“